# Лунь польовий
Лунь польовий (Circus cyaneus) — хижий птах родини яструбові (Accipitridae) ряду соколоподібні (Falconiformes). В Україні рідкісний гніздовий, звичайний пролітний та зимуючий вид.

## Зовнішній вигляд
Птах середнього розміру з довгими, відносно вузькими крилами і довгим хвостом. Кінці крил здаються тупими. У забарвленні і розмірах виражений статевий диморфізм. Зверху самець світлого забарвлений в сірий або світло-сизий колір з такими ж грудьми і білим черевом. На кінцях крил великі чорні плями, при чому у польоті чорний колір має межу зі світлим у вигляді тупого кута або умовно прямої лінії. По задньому краю крила тягнеться темно-сиза смуга, що виділяється на загальному світло-сизому фоні крила, менш виражена у старих птахів. Надхвістя біле. Хвіст однотонний, без смуг або ж сизі смуги ледве помітні на світло-сизому фоні хвоста. Очі жовті.
Самка зверху темно-бура, знизу світло-вохриста з темними краплеподібними на грудях і  довгастими на черевці та «штанах» плямами, які стають рудими в напрямку до ніг, надхвістя біле, при чому ширше і яскравіше, хвіст з темними поперечними смугами. На хвості знизу дві темних смуги, з них кінцева смуга найбільш чітка і широка. Довкола ока чорний ободок. Лицевий диск обмежує світлий «нашийник». Очі жовті.
Маса самців 0,3-0,4 кг, самок — 0,4-0,7 кг, довжина крила самців — 32,3-36,0 см, самок — 35,8-39,6 см, розмах крил — 100—124 см. Молоді птахи схожі на дорослих самок, але руді, на лицьовому диску чіткий малюнок за рахунок яскравих білих пір'їн обрамлення «лиця», які контрастують з темно-бурими пір'їнами шиї. Очі сірувато-бурі. Пухові пташенята в першому вбранні білі з сірувато-охристим відтінком і темною плямою на вусах, в другому — сірувато-вохристі з рудими вершинами спинних і нагрудних пушин.
Дорослий самець відрізняється від решти лунів білим надхвістям, а зокрема від степового луня — тим, що чорну верхівку крила утворюють чотири, а не три пера; доросла самка та молодий від дорослої самки та молодого лучного і степового лунів — виразнішим білим надхвістям, хоча часто розрізнити складно.

## Поширення та чисельність
Поширений в Північній Америці, Європі та Азії. Сучасний гніздовий ареал в Україні включає деякі північні райони Полісся і, можливо, частину Західної України. Зимує на всій території країни, переважно в степовій та лісостеповій смугах.
Європейська гніздова популяція нараховує 32-59 тис. пар. Гніздова популяція виду в Україні налічує не більше 10-20 пар. Найрегулярніше гніздиться на Волинському Поліссі вздовж північного кордону з Білоруссю, а також в прикордонних районах з Росією. В січні 2023 року рідкісний лунь польовий був помічений на території Чорнобильської зони відчуження. Щільність гніздової популяції зростає зі сходу на захід та з півдня на північ. Сучасний стан української гніздової популяції потребує подальшого дослідження.
Причини зміни чисельності: значна деградація гніздових біотопів, викликана осушувальними роботами, надмірним заростанням лук та лісових галявин, збільшення площ весняного випалювання рослинності по балках та долинах річок, а також осіннього випалювання стерні.

## Систематика
У Фауні України (1977) лунь польовий згадується з двома підвидами — номінативним лунем польовим звичайним (Circus cyaneus cyaneus) та лунем американським (Circus cyaneus hudsonius) L.. Багато систематиків підтримують виділення останнього в окремий вид лунь американський (Circus hudsonius).

## Особливості біології
Перелітний птах. Віддає перевагу природним біотопам. Гніздиться на великих лісових галявинах, згарищах, торфових болотах, на луках, полях кормових трав. Перші мігранти спостерігаються на початку березня. Моногам. Гніздо мостить на землі. Яйця відкладає у травні-червні. В кладці 2-5 яєць. Насиджування до 30 діб. Молоді перебувають у гнізді протягом 32-42 днів. Перші льотні виводки трапляються з середини липня. Осіння міграція відбувається у вересні-листопаді. Мігрує поодинці або розрідженими групами по 2-4 ос. У раціоні переважають дрібні гризуни. Також охоче живиться  горобиними птахами, ящірками, зрідка комахами.

## Охорона
Вид занесено до Червоної книги України (1994, 2009), включено до Конвенції з міжнародної торгівлі вимираючими видами дикої фауни і флори (CITES) (Додаток ІІ), Боннської (Додаток ІІ) та Бернської (Додаток ІІ) конвенцій. Необхідні заходи охорони: виявлення та охорона гнізд птахів та гніздових ділянок, удосконалення природоохоронного законодавства, пропаганда охорони виду. Гніздова біологія виду в Україні вивчена недостатньо, і для його збереження необхідна спеціальна науково-природоохоронна програма.

## Галерея

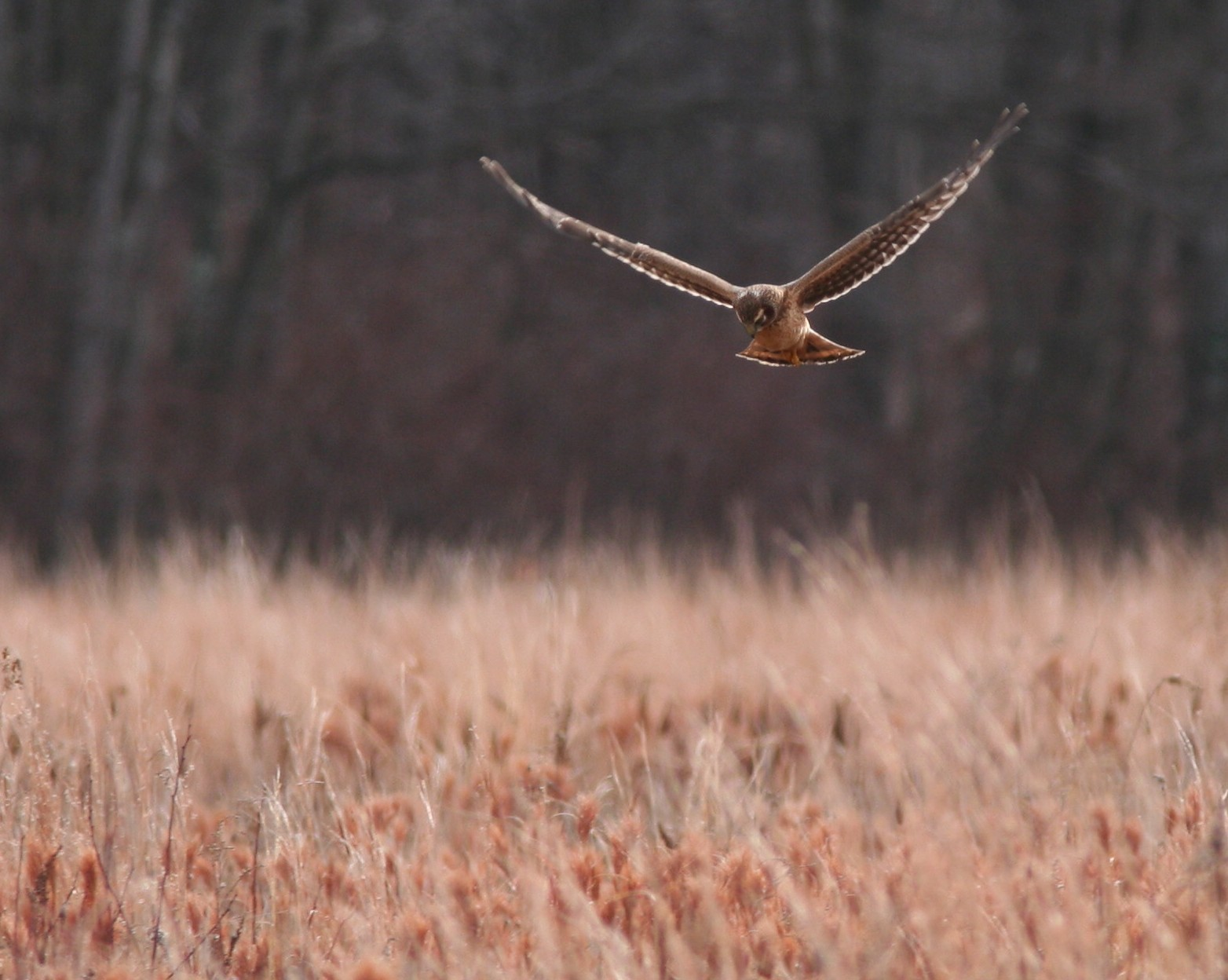
Лунь польовий під час полювання
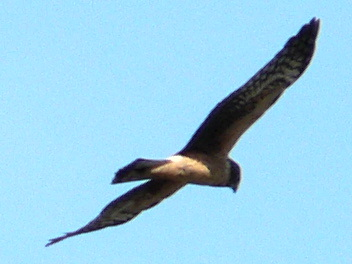
Лунь польовий у віці одного року
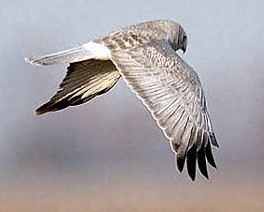
Дорослий самець польового луня
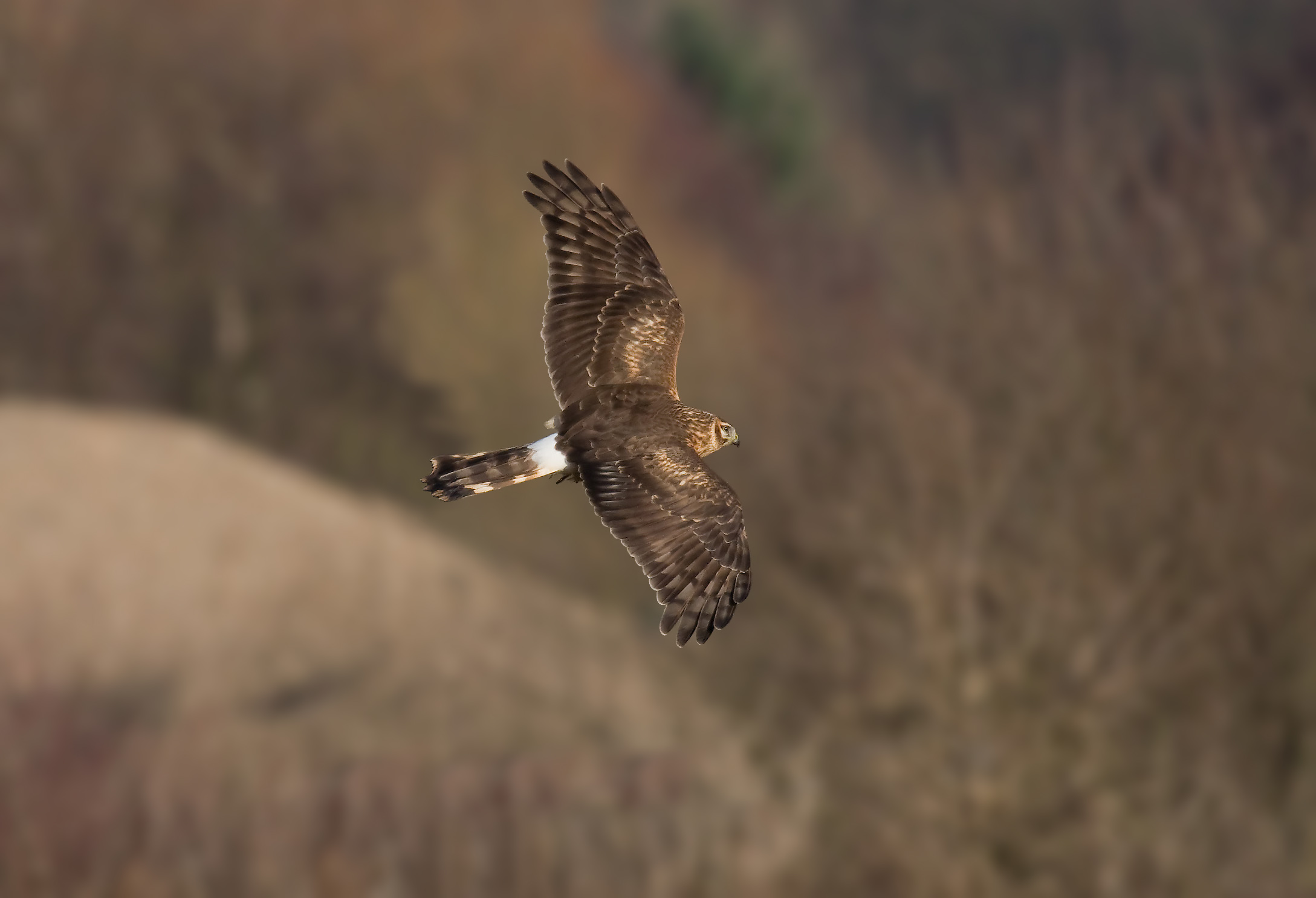
Молодий птах
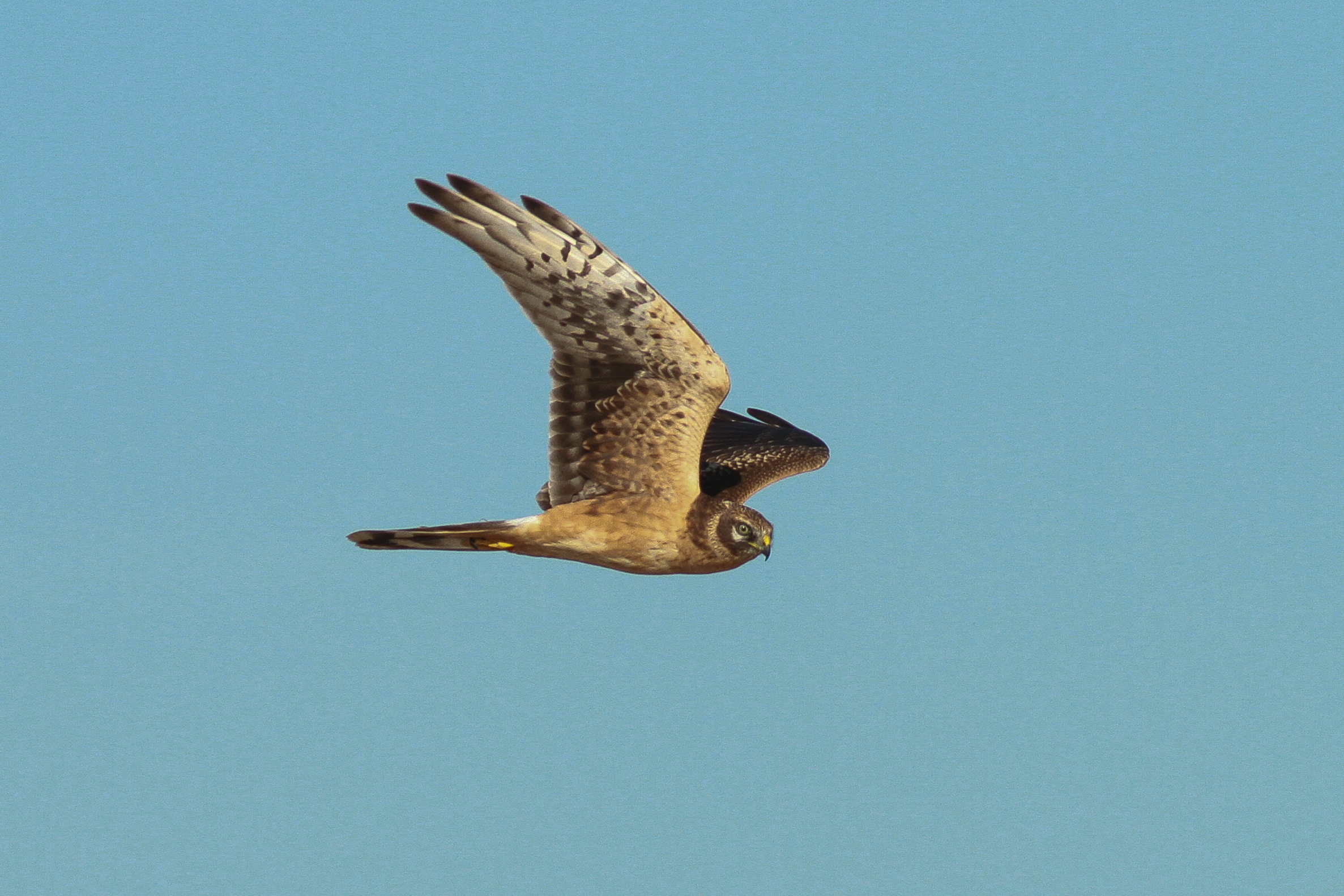
Польовий лунь в польоті
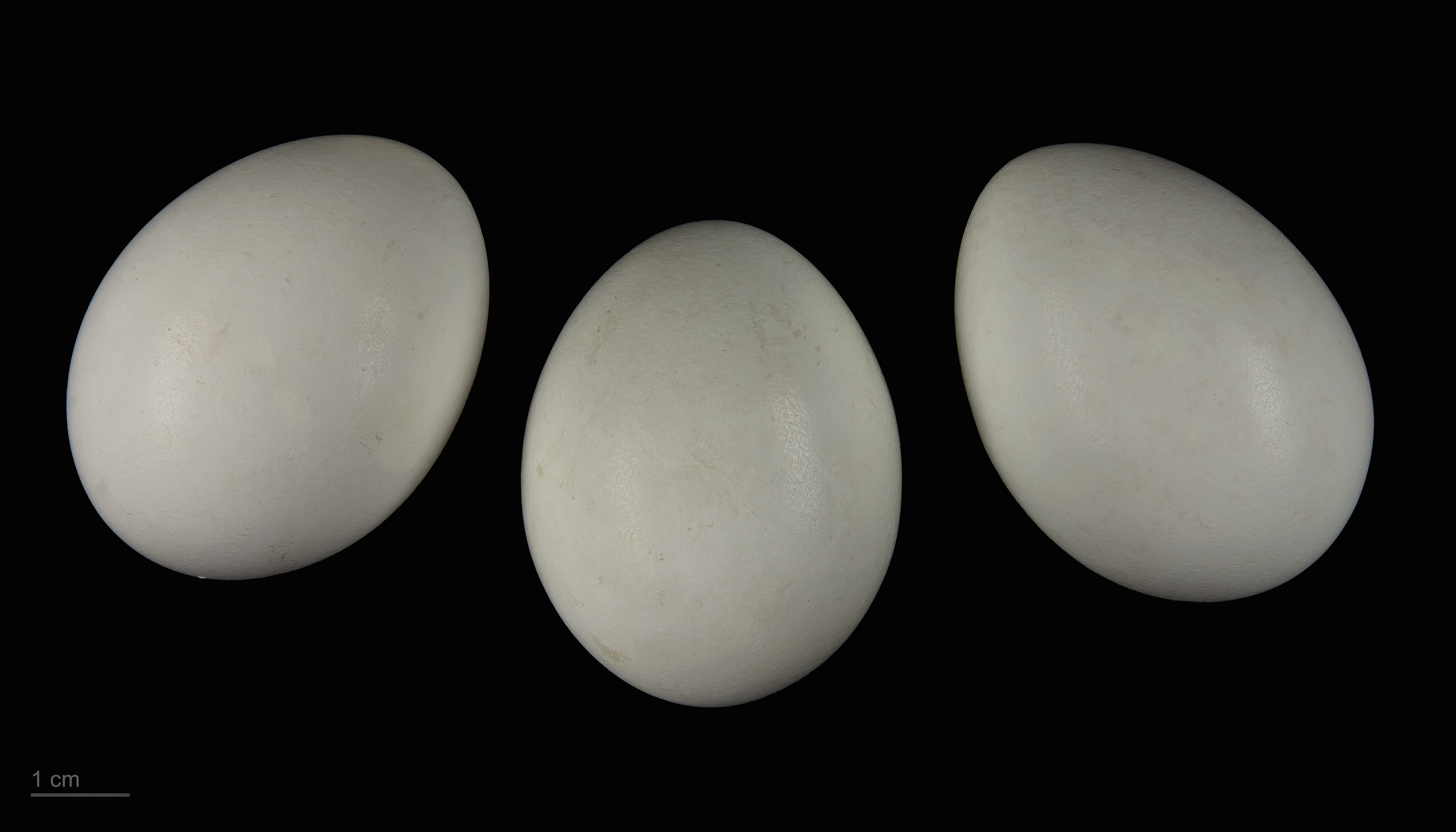
Яйця польового луня в оологічній колекції, Тулузький музей